# Perry Clifton
 Perry Clifton ist ein fiktiver Romanheld des deutschen Hörspiel- und Buchautors Wolfgang Ecke. Die Abenteuer des Londoner Kaufhaus- und Privatdetektivs wurden zwischen 1963 und 1983 verfasst. Spätere Erstveröffentlichungen, vor allem in Buchform bei den Verlagen Loewe und Otto Maier Ravensburg (bis zum Jahr 1987), stammen aus dem Nachlass des Autors.

## Zusammenfassung
Perry Clifton, ein Junggeselle Anfang dreißig, wohnt in einem ärmlichen Mehrfamilienhaus im Londoner Stadtteil Norwood. Sein bester Freund und größter Bewunderer ist der zwölfjährige Nachbarjunge Dicky Miller, der ebenfalls Detektiv werden möchte.
Perry Clifton, der privat einen dunkelblauen Morris 1100 fährt, ist zunächst in der Werbeabteilung eines großen Kaufhauses beschäftigt, wird aber nach Lösung seines ersten kriminalistischen Falles (Der Herr in den grauen Beinkleidern) – seinem Wunsch gemäß – in die Detektivabteilung versetzt. Dicki darf Perry vereinzelt bei der Lösung seiner privaten Fälle helfen, wobei Perry stets bemüht ist, seinen jungen Freund nicht in Gefahr zu bringen. Oft ist es Dicki, der durch seine impulsiven Einfälle (oder sogar manchmal, wie bei der Insel der blauen Kapuzen, durch seine von zu Hause per Brief übermittelten richtigen und logischen Schlüsse) Perry Clifton auf die richtige Spur bringt.
Die von Wolfgang Ecke verfassten sieben Perry-Clifton-Romane (der achte Roman Die Hand wurde nach Eckes Tod von Werner Maier geschrieben) hatten 1977 eine Gesamtauflage von 250.000 Exemplaren erreicht. Diese Romane, ebenso wie die meisten anderen Geschichten von Ecke, wurden zunächst als Hörspiele geschrieben, sowohl in Deutschland als auch europaweit von einer Vielzahl von Rundfunkstationen gesendet und später für den Handel in Buchform gebracht, in Handlung und Details oftmals ergänzt und erweitert. Die lebendigen Romandialoge offenbaren an vielen Stellen die Souveränität des erfahrenen Hörspiel-Autors. Darüber hinaus erscheinen Eckes Geschichten, insbesondere in der Zeichnung sozialer Milieus und in den geographischen Angaben, stets präzise recherchiert sowie von der zeitlichen Abfolge her genau berechnet.
Während die Geschichte des ersten Bandes noch um ein phantastisches Element kreist, spielen alle späteren Bände auf der Ebene des Realistischen.
Charakteristisch für Eckes Romane und Hörspiele ist die allwissende Perspektive des Erzählers, die den Leser auch an den Planungen der Gangster teilnehmen lässt und ihm so häufig einen Kenntnisvorsprung vor den Helden gewährt. Hierbei fällt die meist einfühlsame Zeichnung der kriminellen Charaktere samt ihren sozialen Hintergründen auf, wie sie für Kinderkrimis jener Zeit unüblich ist.
Im Unterschied zu den meisten Kinderkrimis sind es bei Wolfgang Ecke nicht die Kinder selbst, die eigenständig als Detektive ermitteln (wie etwa bei Erich Kästners Emil und die Detektive) oder den Erwachsenen entscheidend voraus sind (wie etwa bei Enid Blytons Geheimnis um-Reihe), sondern ein Erwachsener fungiert in der Rolle des Detektivs als Vorbild, sein jugendlicher Bewunderer dient als Identifikationsfigur für den Leser. In dieser Funktion erinnert Dicki an Dr. Watson, den Begleiter des berühmten Sherlock Holmes.

## Perry-Clifton-Romane
- Der Herr in den grauen Beinkleidern (1964)
- Die Dame mit dem schwarzen Dackel (1965)
- Das Geheimnis der weißen Raben (1966)
- Die Insel der blauen Kapuzen (1969)
- Das unheimliche Haus von Hackston (1974)
- Das geheimnisvolle Gesicht (1975)
- Der silberne Buddha (1977)
- Die Hand (1985)

### Der Herr in den grauen Beinkleidern
Durch einen glücklichen Zufall fällt Perry eine unglaubliche Erfindung in die Hände, mit deren Hilfe er sich (fast) unsichtbar machen kann. Eine perfekte Gelegenheit, um nach den gestohlenen Kandarsky-Diamanten zu fahnden.

### Die Dame mit dem schwarzen Dackel
Mehrere Schmuckdiebstähle halten Londons Kaufhäuser in Atem: Augenzeugen berichten von einer geheimnisvollen Dame mit schwarzem Dackel. Kaufhausdetektiv Perry Clifton ermittelt und stößt auf die Geheimnisse der Dame, die sich letztlich als Herr herausstellt.

### Das Geheimnis der weißen Raben
Rätselhafte Dinge ereignen sich auf Schloss Catmoor in Schottland: Ein Brand bricht aus, Gegenstände verschwinden auf unerklärliche Weise, und nachts ertönt in den Räumen des Schlosses markerschütterndes Rabengeschrei. Perry Clifton wird beauftragt, das Geheimnis der weißen Raben zu lüften.

### Die Insel der blauen Kapuzen
Perry Clifton soll im Auftrag einer Versicherungsgesellschaft eine Reihe von Hafendiebstählen aufklären. Die Ermittlungen führen ihn auf die Insel Turny. Sein kleiner Freund Dicki Miller kann diesmal nicht dabei sein, da er ein gebrochenes Bein hat, ist jedoch dennoch per Briefwechsel mit Perry in der Lage, ihm von London aus die richtigen Tipps und Zusammenhänge zu liefern.

### Das unheimliche Haus von Hackston
Als Tom Harder, ein Schulfreund Perry Cliftons, die Zeitungsmeldung über den Unfall liest, erinnert er sich genau an ein darin beschriebenes Detail: Er ist sich sicher, den im Bericht erwähnten Wagen, neben dem man zertrümmerte bunte Geigen fand, schon einmal gesehen zu haben. Auch an den Ort kann sich Harder erinnern: Es war jener geheimnisvolle Hof in Hackston, auf den Tom kürzlich wegen dichten Nebels zufällig geraten war.

### Das geheimnisvolle Gesicht
Perry Clifton wird beauftragt, die Doppelgängerin einer totgeglaubten Frau namens Claire Burton in Basel ausfindig zu machen. Je mehr er recherchiert, desto verwirrender wird der Fall.

### Der silberne Buddha
Ein berüchtigtes Verbrechertrio plant einen großen Coup. Die drei Komplizen haben es auf den goldenen Buddha abgesehen, das wertvollste Ausstellungsstück des Hartford-Hauses. Am Morgen nach dem Einbruch ist jedoch der silberne Buddha verschwunden.

### Die Hand
nach Wolfgang Eckes gleichnamigem Hörspiel; Roman geschrieben von Werner Maier
Die legendäre Phantombande, die schon einige spektakuläre Aktionen erfolgreich durchgeführt hat, startet einen neuen Coup: 200 Pakistaner sollen illegal ins britische Königreich eingeschmuggelt werden – gegen ein fürstliches Entgelt versteht sich. Die Hand, der geheimnisvolle Kopf der Bande, hat wieder einen todsicheren Plan entwickelt. Um der von Scotland Yard eigens für solche Fälle eingesetzten Sonderkommission ein Schnippchen zu schlagen, sollen die ungeliebten Gäste von Skandinavien aus über Schottland ins Land gebracht werden – eine völlig unübliche und damit sichere Route. Die Phantombande kann ihr vier Monate dauerndes Vorhaben zunächst ungestört in die Tat umsetzen, aber sie hat nicht mit der beharrlichen Aufmerksamkeit von William Miller gerechnet, der von seinem Haus an der schottischen Küste aus allerlei rätselhafte Vorgänge beobachtet. William Miller ist der Großvater von Perry Cliftons kleinem Freund Dicki. Als diese beiden eines Tages am Ort des Geschehens auftauchen, ist die Ruhe der Phantombande bald dahin (Klappentext des Buches). Als Lizenzausgabe im Bertelsmann Buchclub auch unter dem Titel Perry Clifton und die Phantombande.

## Perry-Clifton-Sammelband

### Spionagering Rosa Nelke
Der 1979 veröffentlichte Sammelband enthielt erstmals auch Geschichten, die Wolfgang Ecke exklusiv für die Kinderzeitschrift Yps geschrieben hatte:
- Spionagering Rosa Nelke
- Geheimnisvolle Schatten
- Das Millionending
- Der Tag, an dem Perry Clifton zu spät kam
- Ein Sonntag mit Folgen
- Die Wette
- Mister Hamiltons Traum vom Reichtum
- Ein Meisterschuss
- Taschenspielereien
- Die Grillparty
- Die Katze
- Der Fall Poljareff
- Nachbarschaftshilfe
- Der vierte Mann
- Falsche Spuren
- Simon Rodger’s letzter Auftritt
- Der Farbfleck
- Perry Clifton und die Safttrinker
- Ein Brief aus Chamonix

## Perry-Clifton-Geschichten
Veröffentlichung als Kurzgeschichte oder als Hörspiel-Skript in Büchern und Zeitschriften:
- Als Perry Clifton eine Wette einging… (1978)
- An einem Freitag im April (1983)
- Anonyme Hauspost (1981)
- Anruf vor Mitternacht (1977)
- Das Geheimnis der Trickdiebe (1977) (Kurzgeschichte für das Pelikan-Puzzle)
- Das geheimnisvolle Versteck (1982)
- Das gestohlene Tafel-Silber (1983)
- Das Tauschangebot des Mister X (1987)
- Der Augenzeuge (1981)
- Der Dieb der guten Düfte (1981)
- Der Fassadenkletterer (1971) (Hörspiel-Skript zu „Der Mann in Schwarz“)
- Der Mann in Schwarz (1972)
- Der Tag, an dem Beverly Attley verschwand (1981)
- Die Diamantenspur (1981)
- Die Gegenüberstellung (1981)
- Die Sache mit der Zeit (1983)
- Die Taube und der Düsenjäger (1972)
- Die verlorene Brieftasche (1981)
- Ein „Fall“ mit vielen Fehlern (1983)
- Ein Fall für Perry Clifton (1973) (Kurzgeschichte für das ASS-Würfelspiel)
- Ein Knall und seine Folgen (1981)
- Ein schlimmer Verdacht (1983)
- Ein Unfall nach Mitternacht (1983)
- Ein unheimlicher Besucher (1981)
- Eine phantastische Geschichte (1987)
- Eine Riesen-Geschichte (1981)
- Fahrerflucht (1981)
- Fünf lange Finger (1981)
- Heiße Ware (1981)
- Keine Spur von Paul Crabbley (1983)
- Kirchendiebe (1977) (erste Version von „Mister Hamiltons Traum vom Reichtum“)
- Perry Clifton und das Gespenst (1977) (Kurzgeschichte für das Pelikan-Puzzle)
- Perry Clifton und das ungewöhnliche Vermächtnis (1981) (Hörspiel-Skript-Veröffentlichung als Ravensburger-Taschenbuch-Ausgabe)
- Perry Clifton und der Zwischenfall in der Tiefgarage (1981)
- Wenn eine Lady Diebin wird (1983)

## Perry-Clifton-Hörspiele
Kommerzielle Veröffentlichungen für den Handel:
| Titel                                                        | Label      | Produktionsjahr | Perry-Clifton-Sprecher |
| ------------------------------------------------------------ | ---------- | --------------- | ---------------------- |
| Das Geheimnis der weißen Raben oder Spuk auf Schloss Catmoor | Philips    | 1967            | Ludwig Thiesen         |
| Der silberne Buddha                                          | Disneyland | 1973            | Ludwig Thiesen         |
| Der Mann in Schwarz (Kurzhörspiel)                           | Telefunken | 1973            | Ludwig Thiesen         |
| Das Geheimnis der weißen Raben                               | Ariola     | 1976            | Ludwig Thiesen         |
| Das unheimliche Haus von Hackston                            | Ariola     | 1976            | Ludwig Thiesen         |
| Spionagering Rosa Nelke                                      | Ariola     | 1979            | Ludwig Thiesen         |

Für den kommerziellen Handel (nachträglich) veröffentlichte Rundfunkfassungen:
| Titel                             | Sender                 | Produktionsjahr | Perry-Clifton-Sprecher |
| --------------------------------- | ---------------------- | --------------- | ---------------------- |
| Der Herr in den grauen Hosen      | Bayerischer Rundfunk   | 1963            | Thomas Braut           |
| Die Dame mit dem schwarzen Dackel | Bayerischer Rundfunk   | 1964            | Thomas Braut           |
| Die Dame mit dem schwarzen Dackel | Westdeutscher Rundfunk | 1964            | Ulrich Kuhlmann        |
| Die Insel der blauen Kapuzen      | Bayerischer Rundfunk   | 1968            | Erik Schumann          |
| Treibjagd *                       | Bayerischer Rundfunk   | 1973            | Horst Tappert          |
| Die Hand                          | Bayerischer Rundfunk   | 1978            | Thomas Braut           |

* ursprüngliche Fassung des 1975 veröffentlichten Romans „Das geheimnisvolle Gesicht“.
Als Mitschnitte noch erhältliche Rundfunkhörspiele:
| Titel                                                                    | Teile | Sender                  | Produktionsjahr | Perry-Clifton-Sprecher |
| ------------------------------------------------------------------------ | ----- | ----------------------- | --------------- | ---------------------- |
| Der Herr in den grauen Beinkleidern                                      | 4     | Westdeutscher Rundfunk  | 1963            | Karl Heinz Martell     |
| Das Geheimnis der weißen Raben                                           | 4     | Bayerischer Rundfunk    | 1966            | Thomas Braut           |
| Das Geheimnis der weißen Raben                                           | 4     | Westdeutscher Rundfunk  | 1966            | Hansjörg Felmy         |
| Perry Clifton und das unheimliche Haus                                   | 4     | Bayerischer Rundfunk    | 1971            | ?                      |
| Perry Clifton und das unheimliche Haus                                   | 4     | Südwestrundfunk         | 1975            | Manfred Georg Herrmann |
| Kirchenraub (Kurzhörspiel)                                               | 1     | Radio Bremen            | 1976            | ?                      |
| Die Katze (Kurzhörspiel)                                                 | 1     | Radio Bremen            | 1976            | ?                      |
| Mister Hamiltons Traum vom Reichtum                                      | 1     | Südwestrundfunk         | 1977            | Ludwig Thiesen         |
| Perry Clifton und das ungewöhnliche Vermächtnis                          | 4     | Hessischer Rundfunk     | 1980            | ?                      |
| Perry Clifton und das ungewöhnliche Vermächtnis                          | 4     | Bayerischer Rundfunk    | 1981            | Robert Atzorn          |
| Spurlos verschwunden                                                     | 4     | Bayerischer Rundfunk    | 1982            | Robert Atzorn          |
| Der silberne Buddha                                                      | 4     | Westdeutscher Rundfunk  | 1967            | Herbert Fleischmann    |
| Die Hand                                                                 | 4     | Westdeutscher Rundfunk  | ?               | ?                      |
| Das Gespenst von Duncan Hill (Originaltitel: Das geheimnisvolle Gesicht) | 4     | Südwestrundfunk         | ?               | Ludwig Thiesen         |
| Geheimnisvolle Schatten *                                                | 1     | Saarländischer Rundfunk | ?               | ?                      |

* Stand Juni 2015: Mitschnitt kann lt. Auskunft des SR derzeit käuflich nicht erworben werden.

## Perry-Clifton-Merchandising
| Titel                                        | Jahr | Artikel                | Unternehmen |
| -------------------------------------------- | ---- | ---------------------- | ----------- |
| Ein Fall für Perry Clifton                   | 1973 | Brett- und Würfelspiel | ASS         |
| Perry Clifton – Das Geheimnis der Trickdiebe | 1977 | Detektiv-Puzzle        | Pelikan     |
| Perry Clifton und das Gespenst               | 1977 | Detektiv-Puzzle        | Pelikan     |